# Panzerzug Ludyga
Der Panzerzug Ludyga war ein improvisierter polnischer Panzerzug während des dritten schlesischen Aufstandes von 1921.

## Geschichte
Als am 2. Mai 1921 der dritte schlesische Aufstand begann, setzten die Aufständischen eine größere Anzahl an Panzerzügen ein, darunter auch den Panzerzug Ludyga. Dieser wurde am 15. Mai mit Wagen aus Polen und dem Panzerzug Król Stefan Batory zusammengestellt und in Dienst genommen. Ab dem 1. Juni erhielt er die Nummer 10 und wurde Teil der 5. Panzerzugdivision mit der Bezeichnung Pociąg pancerny 10 „Ludyga“ (kurz: P.P., deutsch: Panzerzug). Der Name stammte vom Nachnamen des Kommandeurs der 1. Division der Aufständischen, Jan Ludyga-Laskowski.

## Technische Daten

### Lokomotiven

Ungepanzerte Preußische G 5.1

Die genutzte Dampflokomotive des Panzerzug Ludyga war eine teilweise gepanzerte Preußische G 5.1. Diese Dampflokomotive wurde 1893 in den Werkstätten der Berliner Maschinenbau AG mit der Werksbezeichnung BMAG 2052/1893 hergestellt. Bei den Preußischen Staatseisenbahnen wurde sie mit der Seriennummer Kassel 4003 gelistet. Nach dem Ersten Weltkrieg wurde sie an Polen übergeben und erhielt die Seriennummern Ti1-?.

### Artilleriewagen
Der Panzerzug Ludyga verfügte über einen Artilleriewagen. Dieser war ursprünglich ein zweiachsiger, gedeckter Güterwagen aus Holz mit der Seriennummer Ge 42923. Er wurde Ende 1919 in Warschau mit Beton gepanzert und verfügte über eine deutsche 7,7-cm-Feldkanone 96 n./A. Zuvor wurde dieser Wagen in den Panzzügen Odsiecz I, Generał Iwaszkiewicz, Ochotnik und Król Stefan Batory eingesetzt.

### Maschinengewehrwagen
Weiterhin verfügte der Panzerzug Ludyga über drei Maschinengewehrwagen mit den Seriennummern Gg 14167, Grn 11640 und Grf 114954. Alle drei waren ebenfalls gedeckte Güterwagen mit einer Panzerung aus Beton oder Sandsäcken. Sie wurden im Februar (Grf 114954) und April 1919 (Gg 14167 und Grn 11640) in Nowy Sącz umgebaut. Der Maschinengewehrwagen mit der Seriennummer Grf 114954 wurde vorher in den Panzerzügen Ochotnik und Król Stefan Batory eingesetzt.

### Abstoßwagen
Am Anfang des Zuges befand sich ein zweiachsiger Flachwagen, welcher als Abstoßwagen genutzt wurden. Dieser sollte als erstes auf mögliche Minen oder beschädigte Gleise auffahren und somit den Panzerzug schützen. Zusätzlich wurde Material für den Gleisbau darauf transportiert.

## Einsatz
Das erste Gefecht des Panzerzugs Ludyga fand am 22. Mai 1921 um den Hafen von Koźle statt. Im weiteren Verlauf wurde der Panzerzug bei Gefechten im Bereich um Januszkowice und Raschowa eingesetzt. Vom 4. bis 12. Juni kam es zu mehreren Einsätzen bei Kędzierzyn. Dabei kam es zu einigen Verlusten unter der Besatzung. Der erste und danach der zweite Zugkommandant wurden dabei ebenfalls verwundet und abgelöst.
Nach dem Ende der Aufstände wurde der Panzerzug außer Dienst genommen und aufgelöst.

## Zugpersonal
- Zugkommandant Oberleutnant Oswald Rohatyner (28. Mai 1921 – Juni 1921)[1]
- Zugkommandant Oberleutnant Stefan Kutzner (Juni 1921)[1]
- Zugkommandant Hauptmann Karol Krzykala (Juni 1921 – Ende der Aufstände)[1]

## Zugzusammensetzung
Die Zusammensetzung des Zuges wird von vorne nach hinten aufgeführt:
- Abstoßwagen
- Artilleriewagen (Seriennummer: Ge 24923)
- Maschinengewehrwagen (Seriennummer: Grn 11640)
- Panzerlokomotive (Seriennummer: Ti1-1)
- Maschinengewehrwagen (Seriennummer: Gg 14167)
- Maschinengewehrwagen (Seriennummer: Grf 114954)